# John Andrew Martin

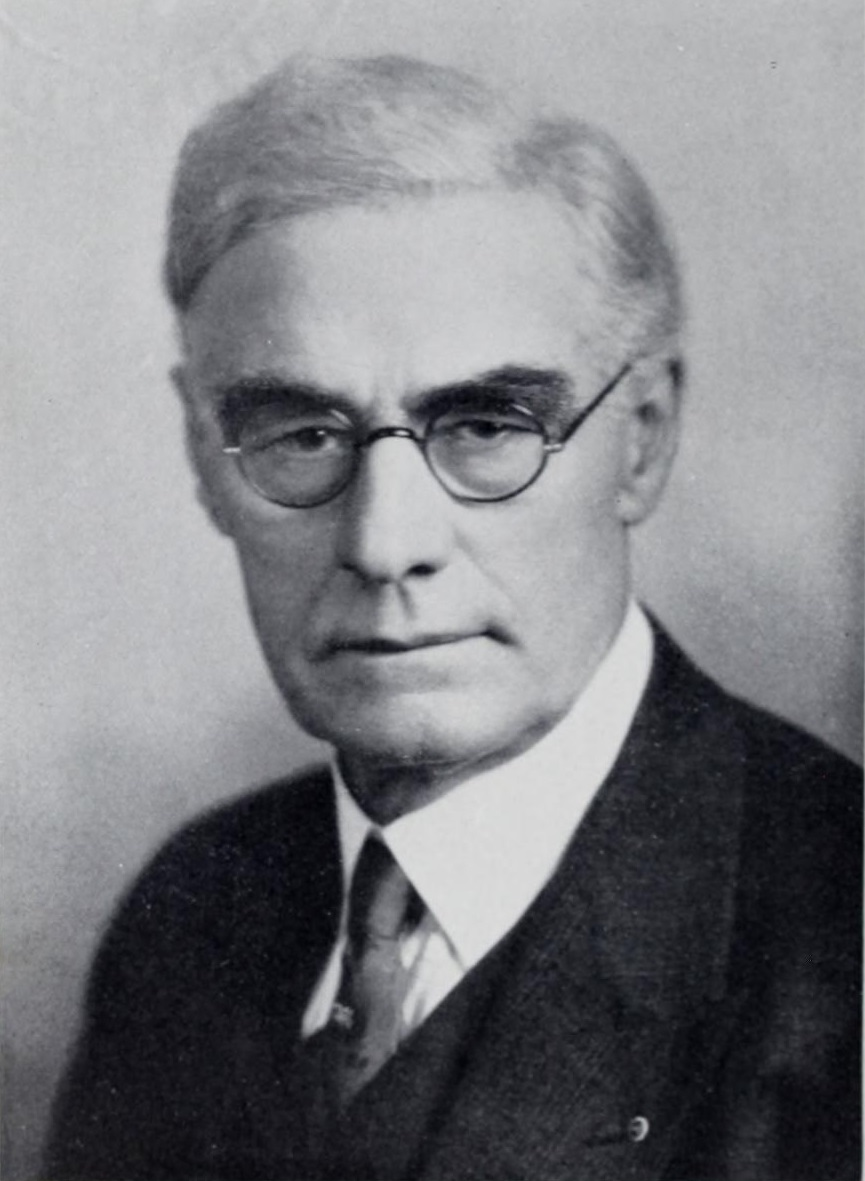
John Andrew Martin

John Andrew Martin (* 10. April 1868 in Cincinnati, Ohio; † 23. Dezember 1939 in Washington, D.C.) war ein US-amerikanischer Politiker. Zwischen 1909 und 1913 vertrat er den zweiten sowie von 1933 bis 1939 den dritten Wahlbezirk des Bundesstaates Colorado im US-Repräsentantenhaus.

## Werdegang
John Martin zog im Jahr 1872 mit seinen Eltern nach Fulton in Missouri. Er besuchte dort sowie zeitweise in Mexiko die öffentlichen Schulen. Im Jahr 1884 zog er mit seiner Familie nach Kansas, wo sie eine Farm bewirtschafteten. 1887 kam er dann nach Colorado, wo er bis 1894 im Eisenbahnbau und als Lokomotivheizer arbeitete.
Politisch wurde Martin Mitglied der Demokratischen Partei. Zwischen 1895 und 1896 war er im Gemeinderat von La Junta und gab die Zeitung „La Junta Times“ heraus. Nach einem Jurastudium und seiner im Jahr 1896 erfolgten Zulassung als Rechtsanwalt begann er in Pueblo in seinem neuen Beruf zu arbeiten. Zwischen 1901 und 1902 war er Abgeordneter im Repräsentantenhaus von Colorado; zwischen 1905 und 1906 war Martin juristischer Vertreter der Stadt Pueblo. 1908 wurde Martin im zweiten Distrikt von Oklahoma in das US-Repräsentantenhaus in Washington gewählt, wo er am 4. März 1909 die Nachfolge von Warren A. Haggott antrat. Nach einer Wiederwahl im Jahr 1910 konnte er bis zum 3. März 1913 zwei Legislaturperioden im Kongress absolvieren. Im Jahr 1912 verzichtete er auf eine erneute Kandidatur.
Nach seiner Zeit im Kongress arbeitete Martin wieder als Anwalt. Während des Ersten Weltkrieges war er Major in der US-Armee. Danach praktizierte er wieder als Rechtsanwalt. Bei den Kongresswahlen des Jahres 1932 kandidierte er erfolgreich im dritten Wahlbezirk von Oklahoma für das US-Repräsentantenhaus. Dieser Wahlsieg lag im damaligen Bundestrend zu Gunsten der Demokratischen Partei, der mit der Wahl von Franklin D. Roosevelt zum US-Präsidenten seinen Höhepunkt fand. Am 4. März 1933 trat Martin im Kongress die Nachfolge des Republikaners Guy U. Hardy an. Nachdem Martin bei den drei folgenden Kongresswahlen jeweils in seinem Mandat betätigt wurde, konnte er bis zu seinem Tod am 23. Dezember 1939 im Kongress verbleiben.